# Artur Pontek
Artur Pontek (Varsavia, 10 maggio 1975) è un attore, doppiatore e direttore del doppiaggio polacco.

## Biografia
È diplomato presso VII Liceum Ogólnokształcące im. Juliusza Słowackiego w Warszawie di Varsavia. Si è esibito come attore bambino debuttando nel film Misja specjalna di Janusz Rzeszewski.
Dal 1997 al 2004 si è esibito come attore teatrale presso Teatr im. Stefana Żeromskiego w Kielcach di Kielche. È sposato e padre di due figli.

## Filmografia

### Cinema
- Misja specjalna - regia di Janusz Rzeszewski (1987)
- Pan Kleks w kosmosie - regia di Krzysztof Gradowski (1988)
- Zmowa - regia di Janusz Petelski (1988)
- Rififi po sześćdziesiątce - regia di Paweł Trzaska (1989)
- Po własnym pogrzebie - regia di Stanisław Jędryka (1989)
- Das Heimweh des Walerjan Wróbel - regia di Rolf Schübel (1991)

### Televisione
- Banda Rudego Pająka - serie TV (1988)
- Szpital na perypetiach - serie TV (2002-2003)
- Kryminalni - serie TV (2004-2007)
- Halo Hans! - serie TV (2007)
- Ojciec Mateusz - serie TV (2008)
- Prosto w serce - serie TV (2010-2011)

## Doppiaggio

### Serie televisive d'animazione
- Filmore in Fillmore!
- Jake in American Dragon: Jake Long
- Mikey in Kappa Mikey
- Aldrin in Maggie
- Paul e Saturno in Pokémon
- Bucky in Avengers - I più potenti eroi della Terra
- Squitto in Squitto lo scoiattolo
- Mo in Mia and Me
- Milo in Mostri & pirati
- Cyrus Borg in LEGO Ninjago

## Direttore del doppiaggio
- Twirlywoos (2018)
- Postman Pat: Special Delivery Service (2018)